# Pleuretra humerosa
Pleuretra humerosa är en hjuldjursart som först beskrevs av Murray 1905.  Pleuretra humerosa ingår i släktet Pleuretra och familjen Philodinidae. Inga underarter finns listade i Catalogue of Life.